# Faro de Valencia

El faro de Valencia es un faro situado en el puerto de Valencia, en Valencia, Comunidad Valenciana, España. Está gestionado por la autoridad portuaria de Valencia.

## Historia
En 1893 se aprobó el proyecto para construir un faro, el cual fue encendido en 1909. Posteriormente se modificó la lámpara para que funcionase con vapor de petróleo. Se electrificó en 1922, pero interrumpió su servicio durante la Guerra Civil.